# Крешендо
Крешендо је италијанска реч (crescendo) која у музици означава поступно појачавање тона.

## Карактеристике
Ознака изгледа као знак за веће/мање у математици и у употребу је ушла почетком 18. века, а на значају добија како су се повећавале оркестралне деонице.
- ознака за крешендо
- пример

## Пример
Један од најпознатијих примера је Равелов „Болеро“, где се крешендо постиже повећањем броја инструмената.